# Henri Obreen
Dr. Henri Guillaume Arnaud Obreen (Leiden, 12 juli 1878 – Diest, 22 augustus 1937) was een Nederlands classicus en historicus.

## Leven
Henri Obreen werd geboren in Leiden als zoon van Herman Louis Adriaan Obreen en Cornelie Marie de Heus. Hij bezocht de lagere school te Leiden en hogereburgerscholen te Leiden en Amersfoort. Na het behalen van het staatsexamen in 1897 begon hij met de studie van de klassieke letteren te Leiden. Hij woonde daar de eerste drie jaar op het adres Breestraat 19. Vanaf 1902 woonde hij op kamers op de hoek van Breestraat en Kort Rapenburg, waar mede op zijn initiatief de redactievergaderingen plaatsvonden voor het eerste Leidsch Jaarboekje van de Historische vereniging Oud Leiden. Op advies van P.J. Blok vervolgde hij zijn studie van 1903 tot 1905 bij H. Pirenne te Gent bij wie hij promoveerde op een proefschrift over Floris V.
Op 6 maart 1908 trouwde Obreen met Adriana Mathildis Vennix (het huwelijk zou kinderloos blijven). Het echtpaar bleef in België wonen in Westerlo, maar door de zwakke gezondheid van Obreen kon hij geen vaste aanstelling krijgen en werd hij medewerker van diverse Nederlandse en Belgische tijdschriften. Toen hij in financiële problemen raakte zag hij zich genoodzaakt mede in zijn onderhoud te voorzien als sportjournalist.
Obreen had een grote kennis verkregen van de Belgische archieven en wist daardoor een groot aantal voorheen onbekende stukken over Holland en Zeeland in de Middeleeuwen te ontsluiten, waarover hij regelmatig  publiceerde in de Bijdragen en Mededeelingen van het Historisch Genootschap. Ook werkte hij mee aan onder andere het Noord-Nederlandse gedeelte van de derde, herziene uitgave van diens Bibliographie de l'histoire de Belgique (Bruxelles, 1931) en het Oorkondenboek van Holland en Zeeland tot het einde van het Hollandsche Huis.
In 1937 werd Obreen ernstig ziek, hij overleed in het ziekenhuis te Diest.

## Publicaties
- Geschiedenis van het geslacht van Wassenaer (Leiden, 1903)
- Floris V, graaf van Holland en Zeeland, heer van Friesland, 1256-1296 (Gand, E. van Goethem, 1907)